# Margaret Truman Daniel

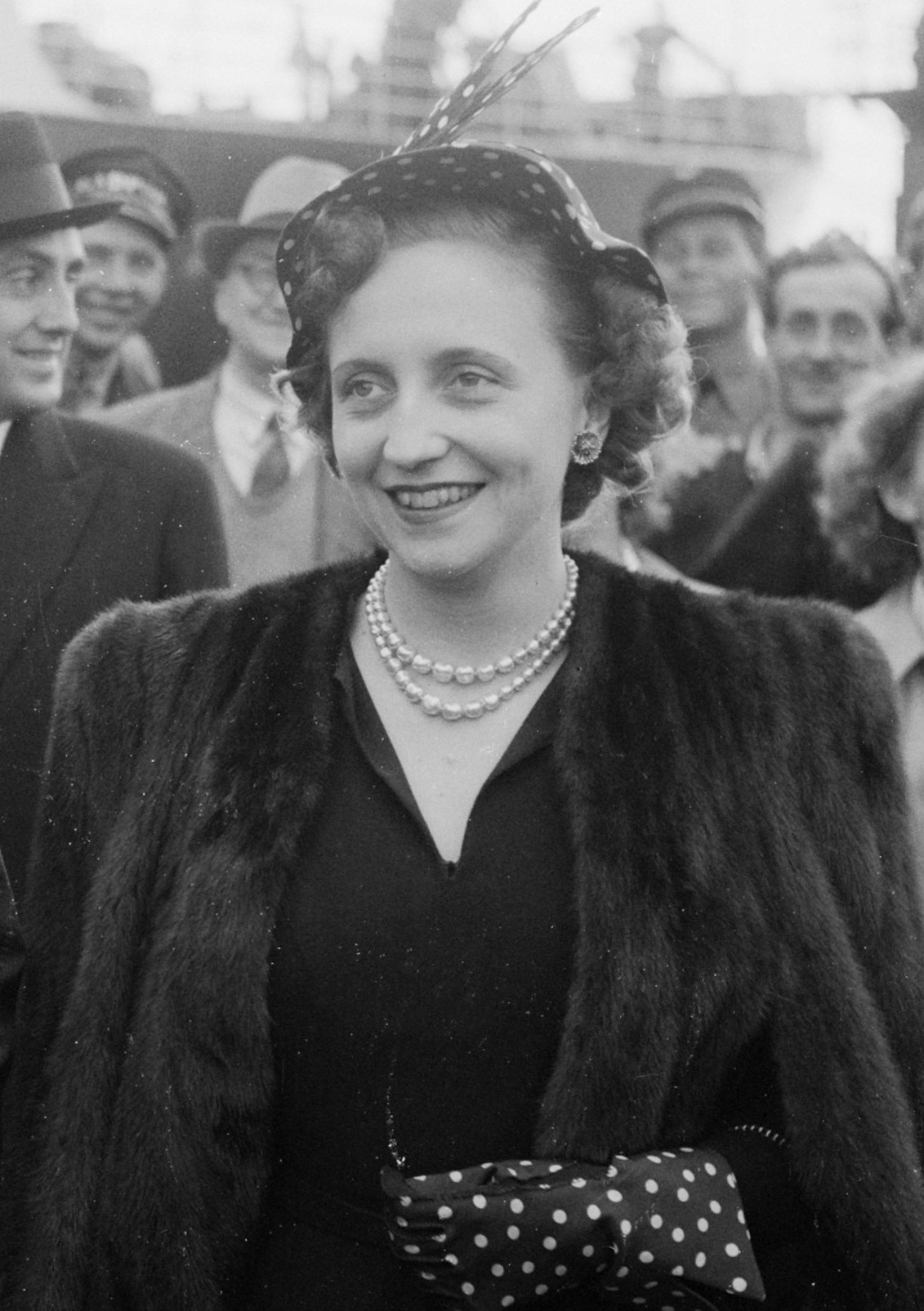
Margaret Truman Daniel (1951)

Mary Margaret Truman Daniel (* 17. Februar 1924 in Independence, Missouri; † 29. Januar 2008 in Chicago, Illinois) war eine US-amerikanische Sängerin, Schauspielerin und Autorin.
Margaret Truman war die einzige Tochter aus der Ehe des US-Präsidenten Harry S. Truman und Bess Truman. 1956 heiratete sie den Journalisten Clifton Daniel, mit dem sie vier Söhne hatte. Ihre Karriere als Sängerin begann 1947. Als Autorin schrieb sie u. a. ein Buch über Haustiere im Weißen Haus, eine Biographie über ihren Vater und als ersten Mystery-Roman „Murder in the White House“. Weitere Bestseller folgten. Schauplätze für die „Murder in the / at the ...“-Reihe waren nach dem Weißen Haus 1980 unter anderem noch der Capitol Hill (1981), der Supreme Court (1982), das Smithsonian (1983), das Pentagon (1992) und die Library of Congress (1999). Auch die National Cathedral wurde ausgewählt, im Jahr 1990, als das neugotische Bauwerk fertiggestellt wurde.

## Werke (Auswahl)
- Murder on Capitol Hill (1981)
  - deutsch: Die Mauer des Schweigens, übersetzt von Tony Westermayr, Goldmann Verlag